# Dance Again... The Hits
Dance Again... The Hits é o primeiro álbum de grandes êxitos da cantora norte-americana Jennifer Lopez, lançado a 17 de Julho de 2012 através da editora discográfica Epic Records. Além de compilar as canções de assinatura dos seus discos anteriores desde On the 6 (1999), o projecto conta com dois novos acréscimos, "Dance Again" e "Goin' In". A edição deluxe inclui ainda três faixas gravadas anteriormente e onze vídeos musicais lançados ao longo da carreira da artista. 7, Cory Rooney, Dave McPherson, Emilio Estefan, GoonRock, Irv Gotti, Julio Reyes, Marc Anthony, Poke and Tone, RedOne, Ric Wake, Rich Harrison, Richie Jones, Rodney Jerkins, Ron G, Ryan Tedder, Sean Combs, Stargate e Troy Oliver fizeram parte do rol profissional que produziu o repertório incluído. Musicalmente, o disco incorpora vários e diferentes estilos musicais, incluindo dance-pop, pop latino e R&B.
Lopez, em 2009, tinha revelado planos de lançar uma compilação das suas canções de êxito, mas optou por gravar novo material para o seu sétimo álbum de estúdio, Love?, que foi lançado em Maio de 2011 pela Island Records após a separação com a sua editora discográfica anterior, Epic Records, em 2010. A artista revelou que devia um último projecto à empresa para concluir o seu contrato, e que estava em dúvida se acabaria por apostar num novo disco de originais ou na edição da compilação. A escolha acabou por recair na segunda opção, sendo que o seu lançamento coincidiu com a realização da primeira digressão mundial de Lopez, Dance Again World Tour.
A recepção por parte da crítica especializada foi positiva, uma vez que alguns analistas prezaram a obra por reflectir o desempenho bem sucedido da carreira de Jennifer. Contudo, outros membros expressaram o seu desapontamento pela ausência de vários singles, mas compreendendo que, com o volume de registos lançados ao longo de treze anos, tinha de ser feita uma escolha equilibrada. Comercialmente, Dance Again... The Hits conseguiu atingir as dez melhores posições em catorze tabelas musicais dos seus respectivos países, como Canadá, Espanha, Itália, República Checa e Suíça.

## Antecedentes e concepção

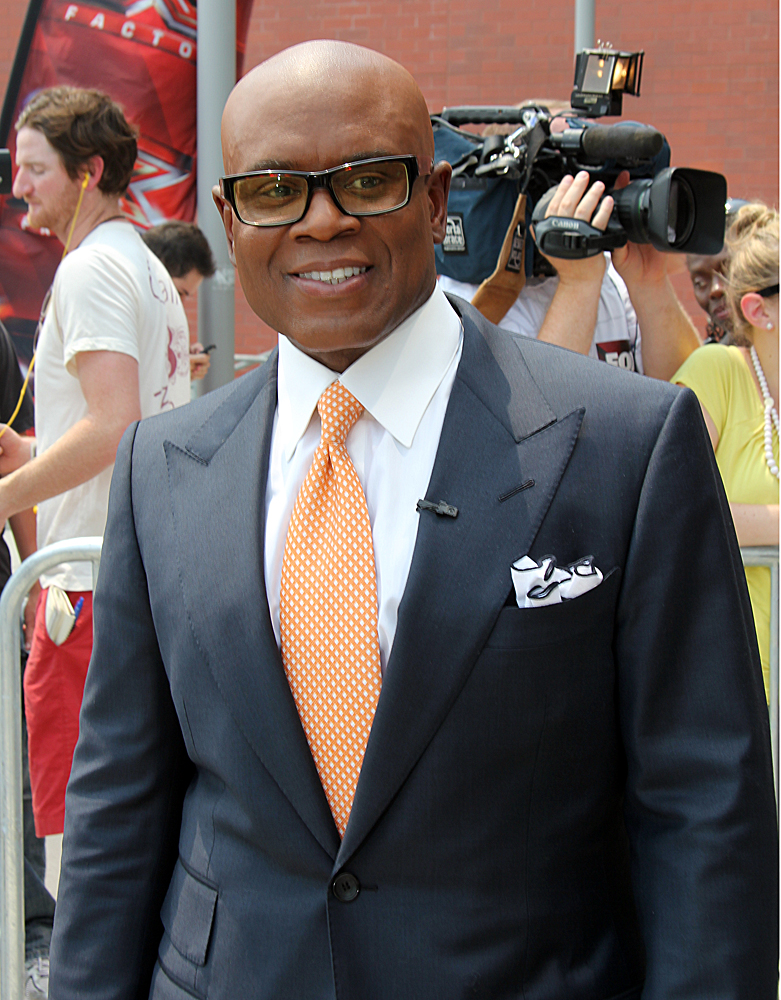
L.A. Reid, que deixou a Island Records para tornar-se director executivo da Epic Records, foi o responsável pelo lançamento da compilação.

Após o fraco desempenho comercial do seu sexto álbum de estúdio Brave - e enquanto esteve grávida dos gémeos Max e Emme - a cantora começou a trabalhar em nova música para um projeto futuro de 2008. Mantido em segredo, apenas foram revelados mais detalhes quando "Hooked on You", "One Love" e "What Is Love?" foram divulgadas na Internet, contra vontade da artista, em Maio. Na altura, foi explicado que os temas tinham sido concebidos com um disco de grandes êxitos em mente.
Em Novembro de 2009, Lopez anunciou a sua preferência pelo lançamento de um álbum de estúdio e divulgou "Louboutins" como single de avanço. Contudo, devido ao fraco desempenho comercial da música, a cantora acabou por separar-se da Epic Records em Fevereiro de 2010, afirmando que tinha cumprido as suas obrigações contratuais com a editora discográfica e iria procurar uma "nova casa" para terminar Love?. Posteriormente, foi confirmado que a artista assinara contrato com a Island Records, e o New York Daily News acabou por revelar que alguns registos seriam transferidos da antiga empresa para vigorar no novo projeto.
"On the Floor", o primeiro tema lançado com a nova editora discográfica, foi editado em Fevereiro de 2011. A canção acabou por atingir a liderança de várias tabelas musicais e tornou-se num dos singles com melhor desempenho comercial do ano. Três meses depois, Love? chegou às lojas mundiais e obteve uma aclamação crítica positiva em geral. Em Novembro, foi confirmado que Lopez estava a preparar novas obras para uma colectânea de grandes êxitos para o ano seguinte. No mês posterior, a cantora afirmou no Twitter que estava a mostrar o seu novo trabalho a L.A. Reid, actual director executivo da Epic. Esta informação levou a especulação sobre um provável regresso da intérprete à sua antiga editora. Contudo,  em Março de 2012, a própria desmentiu os rumores, considerando que devia um último álbum à empresa para terminar o seu contrato, e confirmou o lançamento de novo material para a compilação.

## Singles
O single de avanço é intitulado "Dance Again", com a participação do rapper Pitbull, cujo lançamento ocorreu a 2 de Abril de 2012. Chegou à liderança da Billboard Dance/Club Play Songs.
Goin' In foi a escolha para segundo single em 8 de Junho de 2012. Com participação do rapper Flo Rida, alcançou o 1º lugar na Billboard Dance/Club Play Songs.  Os dois singles lançados são as únicas canções inéditas do álbum. 

## Alinhamento de faixas
| Edição padrão  |                                                                       | |                                                        |         |  |
| N.º            | Título                                                                | Compositor(es) | Produtor(es)                                           | Duração |  |
| 1.             | "Dance Again" (com Pitbull)                                           | Nadir Khayat, Enrique Iglesias, Bilal The Chef, AJ Junior, Armando Perez | RedOne                                                 | 3:57    |  |
| 2.             | "Goin' In" (com Flo Rida)                                             | Michael Warren, Jamahl Listenbee, Joseph Angel, Coleridge Tillman, David Quiñones, Tramar Dillard                                                                           | GoonRock                                               | 4:09    |  |
| 3.             | "I'm Into You" (com Lil Wayne)                                        | Taio Cruz, Mikkel S. Eriksen, Tor Erik Hermansen, Dwayne Carter | Stargate                                               | 3:20    |  |
| 4.             | "On the Floor" (com Pitbull)                                          | Khayat, Kinda Hamid, AJ Junior, Teddy Sky, The Chef, Perez, Gonzalo Hermosa, Ulises Hermosa                                                                                 | RedOne                                                 | 4:46    |  |
| 5.             | "Love Don't Cost a Thing"                                             | Damon Sharpe, Greg Lawson, Georgette Franklin, Jeremy Monroe, Amille Harris                                                                                                 | Ric Wake, Cory Rooney, Richie Jones, Jennifer Lopez(a) | 3:43    |  |
| 6.             | "If You Had My Love"                                                  | Rodney Jerkins, LaShawn Daniels, Fred Jerkins III | Jerkins, Rooney,(a) Lopez(a)                           | 4:25    |  |
| 7.             | "Waiting for Tonight"                                                 | Maria Christensen, Michael Garvin, Phil Temple | Wake, Jones, Dave Scheuer                              | 4:07    |  |
| 8.             | "Get Right" (com Fabolous)                                            | Rich Harrison, Usher Raymond, John Jackson, James Brown | Harrison, Rooney(b)                                    | 3:52    |  |
| 9.             | "Jenny from the Block" (Track Masters Remix com Styles P. e Jadakiss) | Lopez, Troy Oliver, Andre Deyo, Samuel Barnes, Jean Claude Olivier, José Fernando Arbex Miró, Lawrence Parker, Scott Sterling, Michael Oliver, David Styles, Jason Phillips | Oliver, Rooney, Poke and Tone                          | 3:10    |  |
| 10.            | "I'm Real" (Murder Remix com Ja Rule)                                 | Lopez, Oliver, Rooney, L.E.S., Jeffrey Atkins, Irving Lorenzo, Rick James                                                                                                   | Irv Gotti, 7, Rooney,(a) Lopez(a)                      | 4:19    |  |
| 11.            | "Do It Well"                                                          | Frank Wilson, Leonard Caston, Anita Poree, Ryan Tedder | Rooney, Tedder                                         | 3:08    |  |
| 12.            | "Ain't It Funny" (Murder Remix com Ja Rule e Caddillac Tah)           | Lopez, Rooney, Lorenzo, Atkins, Caddillac Tah, Ashanti Douglas | Irv Gotti, 7                                           | 3:51    |  |
| 13.            | "Feelin' So Good" (Remix com Big Pun e Fat Joe)                       | Sean Combs, Steven Standard, Lopez, Rooney, Christopher Rios, Joseph Cartagena                                                                                              | Combs, Rooney,(a) Lopez(a)                             | 5:28    |  |
| Duração total: | Duração total:                                                        | Duração total: | Duração total:                                         | 52:09   |  |

| Faixas bónus da edição deluxe |                              | |                                         |         |  |
| N.º                           | Título                       | Compositor(es)                                                                                              | Produtor(es)                            | Duração |  |
| 13.                           | "All I Have" (com LL Cool J) | Lopez, James Smith, Makeba Riddick, Curtis Richardson, Ron G, Dave McPherson, William Jeffrey, Lisa Peters, | Rooney, Ron G, McPherson                | 4:17    |  |
| 14.                           | "Qué hiciste"                | Marc Anthony, Julio Reyes, Jimena Romero                                                                    | Anthony, Reyes                          | 4:59    |  |
| 15.                           | "Let's Get Loud"             | Emilio Estefan, Kike Santander                                                                              | Estefan, Santander, Rooney,(a) Lopez(a) | 3:58    |  |
| Duração total:                | Duração total:               | Duração total:                                                                                              | Duração total:                          | 65:22   |  |

| Edição deluxe em DVD |                                                               |                  |         |  |
| N.º                  | Título                                                        | Director(es)     | Duração |  |
| 1.                   | "Dance Again" (com Pitbull)                                   | Paul Hunter      | 4:27    |  |
| 2.                   | "On the Floor" (com Pitbull)                                  | TAJ Stansberry   | 4:27    |  |
| 3.                   | "Love Don't Cost a Thing"                                     | Dave Meyers      | 5:08    |  |
| 4.                   | "If You Had My Love"                                          | Hunter           | 5:30    |  |
| 5.                   | "Waiting for Tonight"                                         | Francis Lawrence | 4:10    |  |
| 6.                   | "Get Right"                                                   | Lawrence         | 5:05    |  |
| 7.                   | "Jenny form the Block"                                        | Lawrence         | 4:05    |  |
| 8.                   | "I'm Real (Murder Remix)" (com Ja Rule)                       | Meyers           | 4:05    |  |
| 9.                   | "Do It Well"                                                  | David LaChapelle | 3:19    |  |
| 10.                  | "Ain't It Funny (Murder Remix)" (com Ja Rule e Caddillac Tah) | Cris Judd        | 3:52    |  |
| 11.                  | "Feelin' So Good (Remix)" (com Big Pun e Fat Joe)             | Hunter           | 5:37    |  |

Notas
- Nota a: Denota um produtor executivo.
- Nota b: Denota um misturador.

## Prêmios e indicações
| ALMA Awards                      | Artista Feminina Favorita                 | Jennifer Lopez | Indicado |
| Billboard Latin Music Awards     | Melhor Artista Feminina                   | Jennifer Lopez | Indicado |
| LOS40 Music Awards               | Melhor Artista Latino                     | Jennifer Lopez | Indicado |
| Teen Choice Awards               | Escolha de Artista Feminina do Verão      | Jennifer Lopez | Indicado |
| Teen Choice Awards               | Escolha de Artista Feminina               | Jennifer Lopez | Indicado |
| Teen Choice Awards               | Escolha de Melhor Single Musical Feminino | Dance Again    | Indicado |
| International Dance Music Awards | Melhor Faixa Dance Latina                 | Dance Again    | Indicado |
| MTV Video Play Awards            | Prêmio de Platina                         | Dance Again    | Venceu   |
| MTV Video Music Awards           | Melhor Coreografia                        | Dance Again    | Indicado |
| MTV Video Music Awards           | Melhor Artista Latino                     | Jennifer Lopez | Indicado |

## Desempenho nas tabelas musicais
Em território norte-americano, o álbum teve um desempenho comercial moderado ao alcançar a vigésima posição na Billboard 200, dos Estados Unidos, com 14 mil cópias vendidas. Contudo, foi na Billboard R&B/Hip-Hop Albums que conseguiu obter um melhor resultado, o sexto lugar. Um mês após o seu lançamento, o disco tinha vendido 38 mil unidades, torando-se o segundo projeto com menor apelo comercial da cantora no país; apenas The Reel Me registou um desempenho menos positivo, atingindo a 69.ª posição em 2003. No Reino Unido, Dance Again... The Hits debutou no quarto lugar com vendas avaliadas em 9 mil e 213 cópias, coincidindo com o posto obtido por J to Tha L-O!: The Remixes na tabela musical do país.
A compilação conseguiu ainda alcançar as dez primeiras posições das tabelas musicais de catorze países, cinco dos quais conseguiu entrar nas cinco primeiras. Bélgica, Finlândia, Irlanda, Hungria, Portugal e República Checa foram alguns dos territórios onde o disco conseguiu melhor desempenho comercial, contudo, o seu melhor registo foi no Canadá, estreando-se no terceiro lugar.
| Tabela musical (2012)                         | Melhor posição |
| --------------------------------------------- | -------------- |
| Alemanha - German Albums Chart                | 15             |
| Austrália - ARIA Albums Chart                 | 20             |
| Áustria - Austrian Albums Chart               | 22             |
| Bélgica - Ultratop (Flandres)                 | 9              |
| Bélgica - Ultratop (Valónia)                  | 10             |
| Canadá - Billboard Canadian Albums            | 3              |
| Escócia - Scottish Albums Chart               | 8              |
| Espanha - Spanish Albums Chart                | 5              |
| Estados Unidos - Billboard 200                | 20             |
| Estados Unidos - Billboard R&B/Hip-Hop Albums | 6              |
| Finlândia - Suomen virallinen lista           | 12             |
| França - SNEP                                 | 12             |
| Grécia - Greek Albums Chart                   | 53             |
| Hungria - Hungarian Albums Chart              | 10             |
| Irlanda - Irish Albums Chart                  | 10             |
| Itália - Italian Albums Chart                 | 3              |
| Japão - Oricon                                | 11             |
| México - Top 100 Mexico                       | 7              |
| Países Baixos - Dutch Albums Chart            | 17             |
| Polónia - Polish Albums Chart                 | 11             |
| Portugal - Portuguese Albums Chart            | 10             |
| Reino Unido - UK Albums Chart                 | 4              |
| Reino Unido - UK R&B Albums Chart             | 4              |
| Chéquia - Czech Albums Chart                  | 6              |
| Suécia - Swedish Albums Chart                 | 44             |
| Suíça - Swiss Albums Chart                    | 7              |
| Taiwan - Taiwanese Western Albums Chart       | 3              |

| Tabela musical (2012)                         | Posição |
| --------------------------------------------- | ------- |
| Estados Unidos - Billboard R&B/Hip-Hop Albums | 85      |

## Créditos
O álbum atribui os seguintes créditos:
- Produção executiva: Jennifer Lopez, Cory Rooney
- Produção: Sean "Puffy" Combs, Rich Harrison, Rodney Jerkins, Richie Jones, GoonRock, Irv Gotti, Rich Harrison, Troy Oliver, Poke and Tone, RedOne, Rooney, Dave Scheuer, Stargate, Ryan Tedder, Ric Wake
- Composição: AJ Junior, Jeffrey Atkins, Samuel Barnes, Bilal The Chef, James Brown, Caddillac Tah, Joe Cartagena, Leonard Caston, Maria Christiansen, Combs, LaShawn Daniels, T. Dillard, Ashanti Douglas, Mikkel S. Eriksen, Jose Fernando, Georgette Franklin, Michael Garvin, Amille D. Harris, Rich Harrison, Tor Erik Hermansen, G. Hermosa, Enrique Iglesias, John Jackson, Rick James, Fred Jerkins III, Jerkins, L.E.S., Greg Lawson, Lopez, Irving Lorenzo, Arbex Miro, Mr. Deyo, Jeremy Monroe, Michael Oliver, Troy Oliver, Jean Claude Olivier, Lawrence Parker, Jason Phillips, Armando Perez, Anita Poree, Usher Raymond, RedOne, Christopher Rios, Rooney, Damon Sharpe, Teddy Sky, Steve Standard, Scott Sterling, David Styles, Tedder, Phil Temple, C. Tillman, Frank Wilson
- Engenharia: Kuk Harrell, Jim Annunziato, Scotty Beatz, Al Burna, Michael Cadahia, Mikkel S. Eriksen, Franklyn Grant, Josh Gudwin, Dan Hetzel, Peter Wade Keusch, Damien Lewis, Milwaukee Buck, Trevor Muzzy, Chris "Tek" O'Ryan, Prince Charles, RedOne, Rooney, Dave Scheuer, Brian Springer, Bruce Swedien, David Swope, Tedder, Miles Walker, Robb Williams, Thomas R. Yezzi
- Mistura: Jim Annunziato, GoonRock, Irv Gotti, Dan Hetzel, Jean-Marie Horvat, Jim Janik, Richie Jones, Manny Marroquin, Kenny Moran, Muzzy, Prince Charles, Rooney, Springer, Phil Tan
- Programação: Richie Jones, Bill Makina, RedOne, Troy Oliver
- Direcção de arte: Julian Peploe
- Fotografia: Mert Alas, Tony Duran, GoMillion, Alexei Hay, Marcus Piggott, Michael Thompson
- Coordenação: Chris Apostle, David Barrett
- Vocais: Josie Aiello, Justin Angel, Jane Barrett, Christiansen, Margret Dorn, Douglas, Harrell, Shawnyette Harrell, Jeanette Olsson, Wendy Peterson, Rita Quintero, Natasha Ramos, Jennifer Karr, Lil Jon

## Histórico de lançamento
| País           | Data                | Formato                   | Editora discográfica | Edição(ões)    |
| -------------- | ------------------- | ------------------------- | -------------------- | -------------- |
| Japão          | 17 de Julho de 2012 | CD, descarga digital      | Sony Music           | Padrão         |
| Alemanha       | 20 de Julho de 2012 | CD, descarga digital, DVD | Sony Music           | Padrão, deluxe |
| Brasil         | 20 de Julho de 2012 | CD, descarga digital, DVD | Epic                 | Padrão, deluxe |
| Portugal       | 20 de Julho de 2012 | CD, descarga digital, DVD | Epic                 | Padrão, deluxe |
| Canadá         | 24 de Julho de 2012 | CD, descarga digital, DVD | Sony Music           | Padrão, deluxe |
| Estados Unidos | 24 de Julho de 2012 | CD, descarga digital, DVD | Epic                 | Deluxe         |
| Reino Unido    | 24 de Julho de 2012 | CD, descarga digital, DVD | Sony Music           | Padrão, deluxe |